# Opisthoprora euryptera
Opisthoprora euryptera là một loài chim trong họ Chim ruồi.